# Шведлер, Максимилиан
Максимилиан Шведлер (нем. Maximilian Schwedler; 31 марта 1853, Хиршберг (ныне Еленя-Гура) — 16 января 1940, Лейпциг) — немецкий флейтист.
Учился в Дрездене у Фридриха Августа Майнеля. В 1881 перешёл из оркестра городского театра Дюссельдорфа на место солиста в оркестр Гевандхауза в Лейпциге, где оставался до 1917 г. Иоганнес Брамс высказал похвалу в адрес Шведлера после первого исполнения Четвёртой симфонии. Разные композиторы посвящали ему свои произведения для флейты, в том числе в 1908 г. Карл Райнеке посвятил ему свой флейтовый концерт, op. 283. Преподавал в консерватории Лейпцига, был также издателем. Автор методики «Катехизис флейтовой игры» (нем. Katechismus der Flöte und des Flötenspiels; 1897). В 1940 году покончил жизнь самоубийством.
Шведлер был одним из последних флейтистов, который отказывался принять модель флейты Бёма, предпочитая модели, основанные на старой конической конструкции флейты-траверсо. В 1885 году стал сам изготавливать инструменты и разработал совместно с производителем флейт из Эрфурта Фридрихом Вильгельмом Круспе (нем. Friedrich Wilhelm Kruspe), а позже с его сыном Карлом, собственную модель «реформированной флейты Шведлера-Круспе».